# 만주어

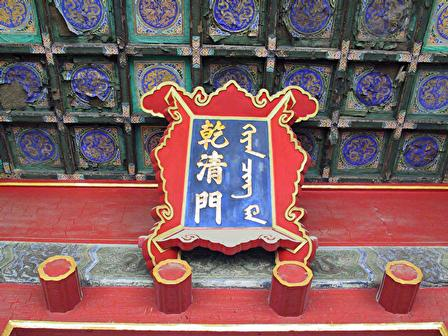
중국 베이징의 자금성에 있는 건청문(乾淸門) 현판. 왼쪽에는 한자, 오른쪽에는 만주문자로 적혀 있다.

만주어(滿洲語, 만주어: ᠮᠠᠨᠵᡠ
ᡤᡳᠰᡠᠨ Manju Gisun, 만주기순, 영어: Manchu language)는 퉁구스어족에 속하는 언어이다. 만주족의 언어 가운데 하나이며 청나라의 공용어였으나, 오늘날의 만주인들은 거의 대부분 표준 중국어를 사용하며 만주어의 구사자 수는 극히 드물다. 1천만 명 가량의 만주족으로 분류되는 사람들 가운데, 만주어 구사자는 수천 명에 불과하며, 모어 구사자는 10명뿐이다.
만주어는 몽골 문자가 변형된 만주 문자를 사용하며, 왼쪽에서 오른쪽으로 세로쓰기를 한다. 한편 화자 수가 더 많은 시버어도 만주어와 매우 유사한 언어인데, 시버어 구사자들은 신강 극서쪽에 살며 만주인들과는 민족적으로 다르게 분류된다.

## 사용지역과 말하는 인구
만주어는 사할린과 만주족의 원거주지인 중국의 만주 지역에서 쓰인다. 현재 중국 내에는 대략 1000만명의 만주족이 거주하는데 이들 중 만주어 구사가 가능한 사람은 수천 명에 지나지 않는다. 만주어를 모국어로 사용하는 인구는 10명뿐이며, 이들은 모두 나이가 매우 많은 노인으로 점점 모국어 구사자 수는 줄어들고 있다. 만주어의 주 사용지역은 현재 삼가자촌(三家子, 만주어: ᡳᠯᠠᠨ
ᠪᠣᠣ ᡳ
ᡤᠠᡧᠠᠨ Ilan Boo-i Gašan)으로 한정되어 있다. 삼가자촌에서는 정부의 예산 문제로 폐지되었던 만주어 배움이 어르신들을 중심으로 시작 되어 이루어지고 있으나, 완전한 교육은 어려울 것으로 보고 있다. 2011년 중국의 흑룡강대학에서는 만주어 관련 학과를 세워 만주어를 가르치고 있다.
찹찰시버자치현에 사는 170만여 명의 시버족 가운데 약 26,000명이 만주어와 계통상 가까운 언어인 시버어를 쓴다. 시버어는 음운이나 발음, 낱말 등에서 만주어와 다른 점을 보이고 있다.

## 역사
만주족은 여진족의 후예이며 여진어는 만주어 또는 만주어의 조상언어와 매우 가까운 언어였다고 추정된다.
17세기에 만주족은 청(淸)을 세웠는데 청나라의 공용어는 만주어였으며 공식 문서는 만주어로 원본이 작성되고 그것에 중국어를 덧붙였다. 이러한 형식의 문서를 만한합벽(滿漢合璧)이라 한다.
애당초 대부분의 만주족은 중국어를 잘 하지 못해서 지배층은 만주어를 사용하고 한족은 한어를 사용했다. 청나라 시기만해도 만주어의 사용은 매우 빈번이 일어났으며 청나라가 서양 열강과 외교를 할 때도 만주어를 바탕으로 문서가 작성되었다. 하지만 청나라 멸망 이후에 만주어는 일상 언어로는 거의 쓰이지 않게 되었다.
사할린에서는 만주어를 복원시켜 가르치고 있긴 하나 그 문자 대신에 로마자를 사용하고 있다.

## 문자체계
만주어는 몽골 문자를 개량한 만주 문자를 사용한다. 만주 문자는 세로쓰기이며 왼쪽에서 오른쪽으로 쓴다.
오늘날에 웹 상에서 쓸 일이 있을 때는 로마자로 갈음하여 쓰기도 한다.

## 음운
로마자는 묄렌도르프 (Möllendorff) 방식의 로마자 전사(transliteration)이며 필요에 따라 국제음성기호에 의해 보충설명한다.

### 모음
단모음에는 아래 여섯개가 있다.
a e i o u ū
e는 [e]가 아니라 [ə]와 같은 소리이다. ū는 보통 /g/, /k/, /h/ 다음에만 나타나며 [ʊ]와 같은 소리였다고 추측된다. 이중모음에는 /ai/, /ei/, /oi/, /ui/, /io/, /oo/가 있다. (/oo/는 /o/의 장모음으로도 해석됨.) 남성(양성)모음, 여성(음성)모음, 중성모음에 의한 모음조화가 존재하지만 엄격한 것은 아니다. 여기서 남성(양성)모음은 격변화시 o와 o가 아닌 모음(a，ū)으로 또다시 나뉜다.
| 남성모음(1) | a，ū |
| 남성모음(2) | o    |
| 여성모음    | e    |
| 중성모음    | i，u |

### 자음
|               | 순음 | 치음 | 경구개음 | 연구개음 |
| ------------- | ---- | ---- | -------- | -------- |
| 파열음/파찰음 | p b  | t d  | c j      | k g      |
| 비음          | m    | n    | ni       | ng       |
| 마찰음        | f    | s    | š        | h        |
| R음           |      | r    |          |          |
| 설측음        |      | l    |          |          |
| 반모음        | w    |      | y        |          |

- /p/-/b/ 등의 쌍은 유기-무기의 대립([pʰ]-[p] 등)이다. 역사상으로는 p로 시작하는 낱말이 흔했으나 대부분 f로 바뀌었다. f로 바뀌지 않고 남아있는 p로 시작하는 낱말들은 의성어(예: pei [분노, 경멸 등으로 침을 뱉는 소리])이거나 외래어다.
- /s/는 [s]이지만 i 앞에서는 [ʃ]로 소리난다.
- /c/, /j/는 각각 경구개 파찰음 [ʧ], [ʤ]이다.
- /š/는 후치경 마찰음 [ʃ]이지만 i 앞에서는 권설 마찰음 [ʂ]로 소리난다. ši는 고유 만주어에 없다.
- /k/, /g/, /h/는 남성모음 /a/, /o/, /ū/ 앞에서는 연구개음 [k], [ɡ], [x]로, 여성·중성모음 /e/, /u/, /i/ 앞에서는 구개수음 [q], [ɢ], [χ]로 소리나는 것으로 추정된다.
- /ng/는 연구개 비음 [ŋ]을 나타낸다.
- /ni/는 경구개 비음 [ɲ]을 나타낸다.

### 음소배열의 특징
만주어는 음소 배열에서 다음과 같은 특징을 가진다.
- w 뒤에는 a, e 이외의 모음이 오지 않는다.
- 차용어를 제외하고 t, d 뒤에 i가 오지 않는다.
- y 뒤에 모음 i가 오지 않는다.
- ū는 보통 k, g, h 뒤에만 올 수 있다.
- r은 어두에 오지 않는다.
- ng는 음절초에 오지 않는다. 또 어중의 ng는 k, g 앞에만 나타난다.
- 음절말에 올 수 있는 자음은 v, m, t, n, r, l, s, k, ng이다.
- 어말에 올 수 있는 자음은 n뿐이다. (외래어 제외)
- 보통 음절초 또는 음절말에 자음이 연속되지 않는다. (음절말 자음과 음절초 자음은 연속될 수 있음)
- 로마자로 치환시 gg(g가 중복으로 사용)이면 ㄱ발음이 아닌 ㅇ발음으로 변하게 된다.

ex) Atanggi - 아탕이

## 문법
만주어는 문법상 교착어로 분류된다. 만주어에는 인도유럽어족의 많은 언어들과는 달리 성의 개념이 없다. 그러나 성별과 관련된 단어에서 어간 모음이 달라지는 경우는 존재한다. 예컨대 "아"는 남성적인 개념을 가리키고 "어"는 여성적인 개념을 가리켜, "아마"는 "아버지"를 뜻하고, "어머"는 "어머니"를 뜻한다.

### 품사와 어순

#### 품사
연구자마다 품사 분류는 약간 차이가 나지만 핵심적인 품사로는 명사, 대명사, 수사, 동사, 형용사, 부사, 후치사 일곱 개가 있다. 경우에 따라 접속사, 간투사를 부사로부터 분리시켜 품사로 인정하기도 한다. 관사, 전치사는 없고 또 관계 대명사도 없다. 명사, 대명사, 수사는 교착적인 어미가 뒤에 붙어서 곡용하기 때문에 이들을 합쳐 ‘체언’이라 부를 수 있다.

#### 어순
만주어 어순은 한국어와 사실상 마찬가지로 ‘주어·목적어·서술어(SOV)’의 순서이다. 수식어는 피수식어 앞에 놓인다.
|  | si   |  | manju bithe           |  | tacimbi. |  | ‘너는 만주책을 배운다.’ |
|  | 주어 |  | 수식어 피수식어 보 어 |  | 서술어   |  |                         |

또 관계 대명사가 없고 그 대신에 동사가 관형형이 되면서 명사를 수식하는 점도 한국어와 동일하다. 단, 만주어에서는 서술어로 사용될 때와 관형형으로 사용될 때의 동사의 형태가 동일하다는 점이 한국어와는 차이가 있다.
|  | soktoho |  | niyalma |  | ‘취한 사람’ |
|  | 관형형  |  | 명사    |  |             |

### 명사

#### 곡용
체언의 곡용은 어간 뒤에 교착적인 어미가 붙어서 표현된다. 체언의 격은 다음과 같다.
- 주격 〔말꼬리없음〕 : 절대격이라 불리기도 한다. 문장속에서 주어, 보어, 관형어, 서술어가 될 수 있다.
- 속격 -i/-ni →-의 : 중세 한국어나 일본어와 사실상 마찬가지로 관형절의 주어가 될 수 있다.
- 대격 -be →-을 : 인용절의 주어가 될 수 있다.
- 여위격(與位格) -de →-에, -에게, -에서
- 구격 -i/-ni →-으로 속격과 같은 형태인데 속격은 명사에 연결되고 구격은 동사에 연결된다.
- 탈격(奪格) -ci →-으로부터
- 경유격 -deri →-으로 해서

그 외에 종점격 tala/-tele/-tolo →-까지를 인정하는 경우도 있으나 이것은 몇몇 단어에 화석화되어 남아 있을 뿐이며 생산성은 없다.

#### 복수 표현
복수형은 명사 어간에 -sa/-se/-so, -si, -ta/-te와 같은 복수 접미사를 붙임으로써 표현된다. 이 복수 접미사는 많은 경우 유정물 명사에 붙는다.
무정물 명사의 복수형은 hacin hacin →갖가지와 같이 명사를 겹쳐서 나타내는 경우가 많다.

#### 명사 서술어형
서술어가 명사인 문장에서 과거형이나 연결형(부동사형)을 나타낼 경우에는 뒤에 o- →되다와 같은 동사를 두고 그것을 활용시킨다.
- sin lo i orhoda oci →신라의 인삼이면

### 대명사, 의문사

#### 인칭 대명사
인칭 대명사의 격변화는 다음과 같다.
|       |               |                   | 주격 | 속격   | 대격    | 여위격  | 탈격    |
| ----- | ------------- | ----------------- | ---- | ------ | ------- | ------- | ------- |
| 1인칭 | 한사람        | 나                | bi   | mini   | mimbe   | minde   | minci   |
| 1인칭 | 여럿 (제외형) | 우리              | be   | meni   | membe   | mende   | menci   |
| 1인칭 | 복수 (포괄형) | (나를 아울러)우리 | muse | musei  | muse be | muse de | muse ci |
| 2인칭 | 단수          | 너                | si   | sini   | simbe   | sinde   | sinci   |
| 2인칭 | 복수          | 너희              | suwe | suweni | suwembe | suwende | sewenci |
| 3인칭 | 단수          | 그, 걔            | i    | ini    | imbe    | inde    | inci    |
| 3인칭 | 복수          | 그들, 걔네        | ce   | ceni   | cembe   | cende   | cenci   |

1인칭 복수 제외형은 일반적으로 청자를 제외한 형식이며 포괄형은 청자를 포괄한 꼴이다.

#### 가리킴대명사
가리킴대명사에는 가까운곳가리킴과 먼곳가리킴 두 계열이 있다.
|                | 주격 | 속격  | 대격    | 여위격       | 구격   | 탈격   | 경유격 |
| -------------- | ---- | ----- | ------- | ------------ | ------ | ------ | ------ |
| 가까운곳가리킴 | ere  | erei  | ere be  | ede，erede   | ereni  | ereci  | ederi  |
| 먼곳가리킴     | tere | terei | tere be | tede，terede | tereni | tereci | tederi |

그 외에도 형용사, 부사를 포괄한 일련의 지시사가 있다.
- 있는 곳 : uba ‘여기’, tuba ‘거기, 저기’
- 형용사 : enteke ‘이러한’, tenteke ‘그러한, 저러한’
- 부사 : uttu ‘이렇게’, tuttu ‘그렇게, 저렇게’

#### 의문사
- 의문 대명사 : we ‘누구’, ya ‘어느것, 누구’, ai ‘무엇’, aiba ‘어디’
- 의문 형용사 : antaka ‘어떠한’, ainara ‘어떠 형편(모양)인가, 어떠한가’, ainaha ainambi의 완료형. ‘어떠한가, 어찌’
- 의문 부사 : ainu ‘어찌’, atanggi ‘언제’, adarame ‘어떻게’

### 수사
수사는 1부터 10000까지 있다.
| 숫자  | 만주문자 | 로마자 전사 | 한글 전사 | 국제음성기호 | 한국어 뜻 |
| ----- | -------- | ----------- | --------- | ------------ | --------- |
| 0     |          |             |           |              | 공, 영    |
| 1     | ᠡᠮᡠ      | emu         | 어무      |              | 하나      |
| 2     | ᠵᡠᠸᡝ     | juwe        | 줘        |              | 둘        |
| 3     | ᠢᠯᠠᠨ     | ilan        | 일란      |              | 셋        |
| 4     | ᡨᡠᡳ᠌ᠨ     | duin        | 두인      |              | 넷        |
| 5     | ᠰᡠᠨᠵᠠ    | sunja       | 순자      |              | 다섯      |
| 6     | ᠨᠢᡊᡤᡠᠨ   | ninggun     | 닝운      |              | 여섯      |
| 7     | ᠨᠠᡩ᠋ᠠᠨ    | nadan       | 나단      |              | 일곱      |
| 8     | ᠵᠠᠬᡡᠨ    | jakūn       | 자쿤      |              | 여덟      |
| 9     | ᡠᠶᡠᠨ     | uyun        | 우윤      |              | 아홉      |
| 10    | ᠵᡠᠸᠠᠨ    | juwan       | 좐        |              | 열        |
| 11    |          |             |           |              | 열하나    |
| 12    |          |             |           |              | 열둘      |
| 13    |          |             |           |              | 열셋      |
| 14    |          |             |           |              | 열넷      |
| 15    | ᠲᠣᠸᠣᡥᠣᠨ  | tofohon     | 토포혼    |              | 열다섯    |
| 16    |          |             |           |              | 열여섯    |
| 17    |          |             |           |              | 열일곱    |
| 18    |          |             |           |              | 열여덟    |
| 19    |          |             |           |              | 열아홉    |
| 20    | ᠣᠷᠢᠨ     | orin        | 오린      |              | 스물      |
| 30    | ᡤᡡᠰᠢᠨ    | gūsin       | 구신      |              | 서른      |
| 40    | ᡩ᠋ᠠᡥᡳ     | dehi        | 더히      |              | 마흔      |
| 50    | ᠰᡠᠰᠠᠢ    | susai       | 수사이    |              | 쉰        |
| 60    | ᠨᠢᠨᠵᡠ    | ninju       | 닌주      |              | 예순      |
| 70    | ᠨᠠᡩ᠋ᠠᠨᠵᡠ  | nadanju     | 나단주    |              | 일흔      |
| 80    | ᠵᠠᠬᡡᠨᠵᡠ  | jakūnju     | 자쿤주    |              | 여든      |
| 90    | ᡠᠶᡠᠨᠵᡠ   | uyunju      | 우윤주    |              | 아흔      |
| 100   | ᠲᠠᡊᡤᡡ    | tanggū      | 탕우      |              | 백        |
| 1000  | ᠮᠢᡊᡤᠠᠨ   | minggan     | 밍안      |              | 천        |
| 10000 | ᡨᠣᠮᡝᠨ    | tumen       | 투먼      |              | 만        |

11 이상의 숫자는 10진법으로 말한다. juwan emu ‘11’, juwan juwe ‘12’ 등. 다만 ‘15’만 tofohon이라는 특별한 단어를 사용한다.
순서수사는 수사에 ‘-ci’를 붙인다. emuci ‘첫째’ 등. 다만 n으로 끝나는 수사는 n을 빼고 ‘-ci’를 붙인다. ilaci ‘셋째’ 등(그러나 juwanci '열째', tumenci ‘만 번째’는 예외).

### 동사

#### 평서형
완료형은 -habi 계열과 -kabi 계열 두 개가 있으며 단어마다 어느 형식을 취하는지 미리 정해져 있다. 양쪽 다 모음조화에 따라 세 가지 이형태를 가진다.
- 비완료 : -mbi →-ㄴ다
- 완료 : -habi/-hebi/-hobi, -kabi/-kebi/-kobi →-었다, -어 있다

#### 명령형
동사 어간은 그대로 명령형이 된다. 다만 몇몇 동사는 불규칙 동사로 특별한 명령형 어미를 가진다.
- 규칙 동사 : omi- →마시다 ― omi →마셔라, bu- →주다 ― bu →주어라
- 불규칙 동사 : ji- →오다 ― jio →와라, gai- →가지다 ― gaisu →가져라

#### 바램꼴
- -ki →-고 싶다, -kini →-기 바라다, -cini →-으면 좋을 텐데, -rahū →-을까 봐

#### 관형형
관형형(형동사형)은 문말에 와서 종결형으로서도 사용된다. 또 관형형은 명사 상당 어구로서 뒤에 격어미가 붙을 수 있다.
1. 비완료 관형형
종결형으로 사용되는 경우, 1인칭 주어 평서문에서는 화자의 의지를 나타내며, 2인칭 주어 의문문에서는 청자의 의향을 묻고, 3인칭 주어 문장에서는 추측을 나타낸다. 모음조화에 따라 세 가지 이형태를 가진다.
- -ra/-re/-ro

2. 완료 관형형
종결형에서와 마찬가지로 -ha 계열과 -ka 계열이 있어 단어마다 어느 형태를 취하는지 미리 정해져 있다. 둘다 모음조화에 따라 세 가지 이형태를 가진다.
- -ha/-he/-ho～-ka/-ke/-ko

#### 이음꼴
만주어 연결형(부동사형)은 한국어, 일본어, 몽골어 등 다른 교착어와 마찬가지로 그 종류가 많다.
- -me ‘-며, -어’, -fi ‘-고’, -hai/-hei/-hoi ‘-다가’, -ci ‘-으면’, -cibe ‘-어도’, -tala/-tele/-tolo ‘-을 때까지’, -nggala/-nggele/-nggolo ‘-기 전에’ 등

또 관형형(비완료 -ra/-re/-ro, 완료 -ha/-he/-ho～-ka/-ke/-ko) 뒤에 여위격 -de가 와서 ‘-을 때’와 같이 연결형처럼 쓰이거나 관형형 다음에 여러 가지 후치사가 와서 연결형처럼 쓰이기도 한다.

### 형용사
만주어 형용사는 한국어와 달리 활용이 없는 불변화사(不變化詞)로 분류된다. 단독으로 서술어가 될 수 있으며 관형어가 될 수도 있다. 또한 뒤에 격어미가 와서 명사처럼 쓰이기도 한다. 이렇게 볼 때 만주어 형용사는 명사에 가까우며 서구 언어에서 말하는 Nomen과 같은 것이라 할 수 있다.
서술어가 형용사인 문장에서 과거형이나 연결형(부동사형)을 나타낼 경우에는 뒤에 bi- ‘있다’, o- ‘되다’와 같은 동사를 두고 그것을 활용시킨다.
- amba bihe ‘컸다’

### 물음꼴
의문형은 기본적으로 어미 -o를 붙인다.
- hehe ‘여자’ ― heheo ‘여자인가’, bi ‘있다’ ― bio ‘있는가’

다만 의문사가 있는 의문문에서는 의문 어미를 붙이지 않는다.
- sini hala ai ‘네 성씨는 무엇인가’

불규칙 의문형을 가진 일부 단어가 있다.
- akū ‘없다’ ― akūn ‘없는가’

### 부정형식
동사 부정형은 관형형(-ra/-re/-ro, -ha/-he/-ho～-ka/-ke/-ko)과 akū ‘없다’가 융합된 -rakū(비완료), -hakū/-hekū～-kakū/-kekū(완료)가 쓰인다. 다만 bi ‘있다’의 부정형은 akū ‘없다’이다.
- taci- ‘배우다’ ― tacirakū ‘배우지 않는다’, ji- ‘오다’ ― jihekū ‘오지 않았다’

형용사 부정형은 akū를 뒤에 둔다.
- golmin ‘길다’ ― golmin akū ‘길지 않다’

명사 부정형은 waka ‘아니다’를 뒤에 둔다.
- age ‘형’ ― age waka ‘형이 아니다’

### 후치사
후치사는 어떤 단어 뒤에 와서 갖가지 문법적 의미를 덧붙이는 부속어이다. 다만 어느 단어를 후치사로 보느냐 하는 문제는 연구자마다 다를 수 있다.

#### 격후치사
격 후치사는 명사 격형태 뒤에 와서 격처럼 쓰이는 후치사이다. dele ‘위에’, gese ‘같이’ 등이 있다.
- galai dele ‘ 손 위에’

#### 이음후치사
연결 후치사는 동사 뒤에 와서 연결형처럼 쓰이는 후치사이다. manggi ‘-은 후에’, fonde ‘-을 때에’, onggolo ‘-기 전에’ 등이 있다.
- tušan ci nakaha manggi ‘관직을 그만둔 후에’

#### 글끝후치사
문말에 놓이는 후치사는 서술어 뒤에 와서 갖가지 양태적인 의미를 덧붙인다. inu ‘-니라’, dere ‘-리라’ 등이 있다.
- sahaliyan ula (oci) heilung giyang inu ‘사할랸 울라는 흑룡강이니라’

## 다른 언어로 흘러간 만주어

### 중국어로 들어온 만주어
청나라 통치를 거치면서 북경어와 동북사투리에도 만주어 낱말이 들여왔다.
- 사치마(薩其馬) - 둥베이 지방 과자의 한 가지. "사치마sacima(ᠰᠠᠴᡳᠮᠠ)"(달콤한 과자의 일종) 흘러옴.
- 라라구(蝲蝲蛄) - (속어) 땅강아지. "라구lagu(ᠯᠠᡤᡠ)" 흘러옴.
- 우라(烏拉) - 방한화의 일종. "굴하gūlha(ᡤᡡᠯᡥᠠ)" 흘러옴.
- 한(犴) - 낙타사슴. "칸다한kandahan(ᡴᠠᠨᡩᠠᡥᠠᠨ)" 흘러옴.
- 하라(哈喇) - (구어에서) 기름기 있는 것이 상하다. "하르har(ᡥᠠᡵ)"(톡 쏘는 냄새가 나는, 악취가 나는) 흘러옴.

### 한국어로 들어온 만주어
- 야레: 잉엇과의 민물고기. '야루yaru(ᡟᠠᡵᡠ)'에서 흘러옴.

## 만주어에서 유래된 지명

### 중국 지명
- 연길시(延吉市) - '연기가 피어오르다' 만주어의 뜻옮김
- 연집(烟集, 연길시의 옛땅이름) - durgatu의 뜻옮김
- 훈춘시(珲春市) - huncun(눈썰매)
- 목단강(牡丹江) - 구불구불한 강
- 장백산(長白山, 백두산의 중국식표기) - golmin šanggyian alin(길고 하얀 뫼)
- 길림(吉林) - "jilin ula 또는 bira "(강가)
- 해란강(海蘭江) - hailan ula 또는 bira (느릅나무가람)
- 송화강(松花江) - sunggari ula 또는 bira (하얀 강)
- 할빈 ,하얼빈(哈爾濱) - 물고기그물을 햇볕에 널어 말리는 곳
- 아성(阿城, 금나라의 발상지) - arecuka(상서롭다.)의 줄임말
- 두만강(豆滿江) - "tumen secin"(만(萬)개의 수원(水原))

### 러시아 지명
- 사할린섬 - "sahaliyan ula angga hada"(검은 강 어귀 봉우리) 흘러옴
- 우수리스크 - "ᠵᡠᡵᡠ ᡥᠣᡨᠣᠨ juru hoton(두 도시)"의 어의 차용.